# Jan de Visser (verzetsdeelnemer)

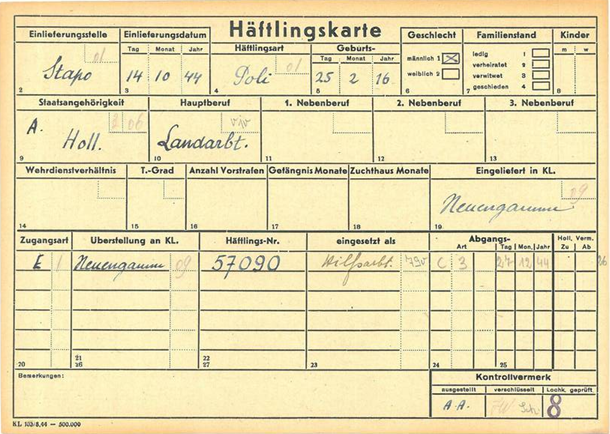
Gevangenenkaart van Jan de Visser

Jan de Visser (Vrouwenpolder, 25 februari 1916 - Neuengamme, 27 december 1944) was een Nederlandse verzetsdeelnemer tijdens de Tweede Wereldoorlog.

## Levensloop
Jan de Visser werd geboren in Vrouwenpolder en was zoon van een molenaar. Hij was getrouwd met Maria Wondergem (1917 - 2009) en met haar kreeg hij twee zoons en een dochter. Tijdens de Tweede Wereldoorlog werd hij aangesteld als hoofd van de plaatselijke OD (ordedienst), die was opgericht om na de bevrijding de samenleving in goede banen te leiden. Verder was hij betrokken bij de verzetsorganisatie Landelijke organisatie voor hulp aan onderduikers.
Zijn aanstelling bij de OD leverde hem weinig werk op. Voor de LO voorzag hij tientallen onderduikadressen van voedsel en bracht hij onderduikers naar onderduikadressen. Hij ging rond bij boeren in omgeving en maalde 's nachts tarwe. Zonder bonkaarten vervoerde hij peulen en bonen. Geld dat hij hiermee verdiende, gaf hij deels weer uit aan meer voedsel om rond te delen. Minstens eenmaal (voor het kopen en verkopen van witte en bruine bonen zonder bon) kost hem dat een veroordeling.

### Arrestatie en veroordeling
Op 26 juli 1944 wordt op last van NSB'er Jacob Bierens uit Middelburg, afdelingscommandant van de Landwacht, een huiszoeking gedaan bij De Visser. Die had een anoniem briefje in de bus gekregen met belastende informatie over De Visser. Bij de huiszoeking werd onder andere een clandestiene radio gevonden. De Visser weigerde ondanks zware mishandelingen adressen van onderduikers te noemen. De volgende morgen werd hij op zijn eigen fiets meegenomen naar het huis van bewaring in Middelburg. Op verzoek van de burgemeester van Vrouwenpolder stelde de politie nog een onderzoek in naar Bierens, waarbij ook getracht werd om De Visser vrij te krijgen. Dit mislukte en een week na zijn arrestatie werd hij op transport gesteld naar Kamp Amersfoort. Op 11 oktober 1944 werd hij met 1440 andere gevangenen vervoerd naar het concentratiekamp Neuengamme.  Na aankomst ging het naar het buitenkamp Husum-Schwesing bij Husum, 150 km boven Hamburg, waar antitankgrachten moesten worden gegraven.

### Overlijden
Half december 1944 keerde De Visser terug naar de ziekenbarak van Neuengamme, waar hij op 27 december 1944 overleed. Een maand later beviel zijn vrouw van een derde kind. Haar man wist niet dat ze van hem zwanger was. In augustus 1945 kreeg Maria officieel bericht van het overlijden van haar man. De toenmalige koningin Wilhelmina schreef aan Maria in haar condoleantiebrief: "Hij heeft het offer van zijn leven gebracht voor de bevrijding van het Vaderland." Hij was het enige oorlogsslachtoffer dat er in het dorp Vrouwenpolder te betreuren viel.

## Na zijn dood
De activiteiten en omstandigheden rond zijn arrestatie wierpen nog tot lang na de Tweede Wereldoorlog een schaduw over de kerkgemeenschap van Vrouwenpolder. De motieven van De Visser werden in twijfel getrokken (zo zou hij vooral uit eigen gewin actief zijn geweest voor het verzet) en er werd uitvoerig gespeculeerd over de naam van de schrijver van het briefje dat tot de arrestatie van De Visser leidde. Die zaak wordt echter nooit opgehelderd.
Op 6 februari 1948 wordt Jacob Bierens door de rechtbank van Middelburg veroordeeld tot levenslange gevangenisstraf. In hoger beroep wordt dit omgezet in twintig jaar.
Ter nagedachtenis aan De Visser werd op de begraafplaats van Vrouwenpolder een monument, bestaande uit een grafzerk van natuursteen, opgericht. Na haar overlijden op 23 november 2009 werd ernaast zijn vrouw begraven. De tekst op het monument luidt:

1940   1945
TEN GEVOLGE VAN

OORLOGSGEWELD IS

UIT VROUWENPOLDER

OMGEKOMEN
JAN DE VISSER